# Mercedes-Benz OM642 (двигатель)

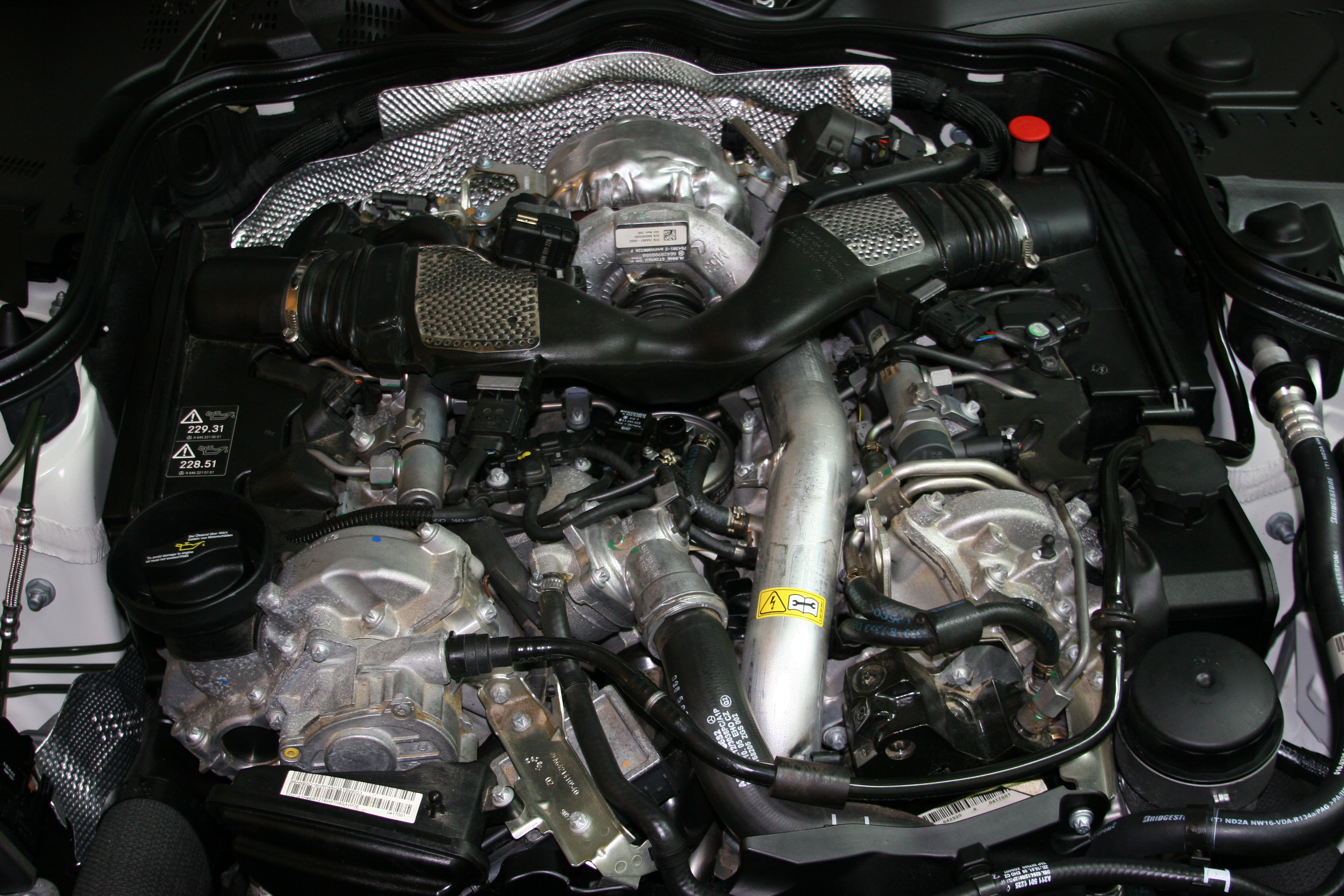
Двигатель OM642

Mercedes—Benz OM642 — семейство шестицилиндровых V-образных дизельных двигателей внутреннего сгорания с непосредственным впрыском топлива и турбонагнетателем от компании Mercedes-Benz, выпускающееся с марта 2005 года. Пришло на смену серии OM647/OM648. Производство было налажено в Мариенфельде, Берлин, Германия.
Применяется на автомобилях C-, E-, S-, CLS- и R-классов, а также внедорожниках G, GLA, GLK и ML. Кроме того, двигателем оснащаются Mercedes-Benz Sprinter W906 и Vito/Viano.

## История
Двигатель Mercedes-Benz OM642 был представлен в 2005 году. Коммерческий индекс — 280 CDI и 320 CDI.
В начале 2014 года компания Mercedes-Benz ввела покрытие «Nanoslide» для стенок цилиндров в двигателе OM642 BlueTEC для большей эффективности использования топлива и снижения массы.

## Описание
Дизельные двигатели семейства Mercedes-Benz OM642 выполнены в конфигурации V6 с углом развала цилиндров 72° и оснащаются непосредственным впрыском топлива системы Common rail 3-го поколения (с давлением впрыска до 1600 бар и пьезоинжекторами), технологией BlueTEC, интеркулером и турбонагнетателем. Выпускается в вариантах DE30LA, DE30LA red. и LSDE30LA. Рабочий объём для всех вариантов составляет 2987 куб. см. Коэффициент сжатия составляет 18:1. Газораспределительный механизм — DOHC, 4 клапана на цилиндр. Блок цилиндров двигателя и поршень выполнены из жаропрочного алюминиевого сплава. Диаметр цилиндра составляет 83 мм, ход поршня — 92 мм. Два интегрированных распределительных вала установлены на каждой головке блока цилиндров. Управление клапанами происходит посредством роликового коромысла. Привод распределительного вала осуществляется роликовой цепью и цепным зубчатым колесом.
Картер двигателя выполнен из литого под давлением алюминия со сквозной поперечной распоркой и гильзами цилиндра из серого чугуна, что способствует значительному сокращению массы двигателя. Шатуны сделаны из кованой стали. Кованый коленчатый вал выполнен из улучшенной стали с широкой опорной поверхностью коренной шейки. Максимальное давление сгорания — 175 бар. Блок электронного управления двигателя Bosch EDC17.
Инжекторы выполнены в виде форсунок с 8 отверстиями. Наддув с помощью турбонагнетателя VTG с изменяемой геометрией турбины. Впускной и наддувочный тракты с оптимизированным потоком воздуха улучшают смену заряда. Охладитель наддувочного воздуха позволяет снизить температуру наддувочного воздуха до 95 °C.
Для улучшения экологических характеристик на двигателе применяются охлаждаемая система рециркуляции отработанных газов (AGR) в цилиндры, сажевый фильтр большого объёма и накопительный нейтрализатор окисей азота. Регенерация фильтра производится без использования дополнительных веществ при помощи системы управления двигателем. Селективный катализатор SCR (англ. Selective Catalytic Reduction) задерживает образующийся в процессе сгорания окислов азота аммиак и подготавливает его для проведения дальнейших реакций по сокращению содержания окислов азота. Он служит также фильтром для задержки запахов при очистке накопительного нейтрализатора окисей азота от сернистых соединений. Комплекс данных мер представляет собой технологию BlueTEC.
Пьезоинжекторы позволяют производить до 5 впрысков за цикл. В результате этого сокращается расход топлива и выброс ОГ, а также уменьшается шумность. Одновременно с этим улучшаются отзывчивость и динамичность двигателя. Турбонагнетатель VTG с изменяемой геометрией турбины позволяет развивать как высокую мощность, так и высокий крутящий момент уже на низких оборотах. Электрорегулировка турбонагнетателя VTG обеспечивает точное и быстрое регулирование давления наддува. Двигатель оснащён системой регулирования работы генератора, благодаря чему снижается расход топлива.
Масса двигателя составляет 208 кг (459 фунтов). Мощность варьируется в зависимости от модификации от 135 кВт (184 л. с.) и 400 Н·м крутящего момента до 195 кВт (265 л. с.) и 620 Н·м крутящего момента. Для 2007 модельного года крутящий момент был увеличен до 540 Н·м. Двигатель соответствует требованиям стандартов Евро-4 и Евро-5.

### Технические характеристики

#### OM642 DE30 LA red.*
| Устанавливался на | Модель  | Годы выпуска                  |
| --- | ------- | ----------------------------- |
| Рабочий объём: 2987 см3, мощность: 135 кВт (184 л. с.) при 3800 об/мин, крутящий момент: 400 Н·м при 1600—2600 об/мин |         |                               |
| Sprinter 218 CDI/318 CDI/418 CDI/518 CDI                                                                              | W 906   | 2006—2009                     |
| G 280 CDI G 300 CDI                                                                                                   | W 461   | 2007—2013                     |
| Рабочий объём: 2987 см3, мощность: 140 кВт (190 л. с.) при 4000 об/мин, крутящий момент: 440 Н·м при 1400—2800 об/мин |         |                               |
| ML 280 CDI ML 300 CDI BlueEFFICIENCY                                                                                  | W 164   | 2005—2009 2009                |
| E 280 CDI | W/S 211 | 2005—2009                     |
| R 280 CDI R 300 CDI R 300 CDI BlueEFFICIENCY                                                                          | W/V 251 | 2007—2009 2009—2010 2009—2012 |
| Рабочий объём: 2987 см3, мощность: 140 кВт (190 л. с.) при 3800 об/мин, крутящий момент: 440 Н·м при 1600—2600 об/мин |         |                               |
| Sprinter 219 CDI/319 CDI/419 CDI/519 CDI Sprinter 219 BlueTEC/319 BlueTEC/519 BlueTEC                                 | W 906   | 2009—2013 с 2013              |
| Рабочий объём: 2987 см3, мощность: 150 кВт (204 л. с.) при 4000 об/мин, крутящий момент: 500 Н·м при 1400—2400 об/мин |         |                               |
| ML 300 CDI BlueEFFICIENCY                                                                                             | W 164   | 2010—2011                     |
| E 300 CDI BlueEFFICIENCY                                                                                              | W/S 212 | 2010                          |
| Viano 3.0 CDI/Vito 120 CDI                                                                                            | W/V 639 | 2006—2010                     |

#### OM642 DE30 LA*
| Устанавливался на | Модель              | Годы выпуска                  |
| --- | ------------------- | ----------------------------- |
| Рабочий объём: 2987 см3, мощность: 155 кВт (211 л. с.) при 3400 об/мин, крутящий момент: 540 Н·м при 1600—2400 об/мин       |                     |                               |
| ML 350 BlueTEC | W 164               | 2009—2011                     |
| GL 350 BlueTEC | X 164               | 2009—2012                     |
| E 300 BlueTEC | W 211               | 2007—2009                     |
| E 350 BlueTEC | W/S 212             | 2009—2013                     |
| R 350 BlueTEC | W/V 251             | 2009—2012                     |
| G 350 BlueTEC | W 463               | 2010—2015                     |
| Рабочий объём: 2987 см3, мощность: 165 кВт (218 л. с.) при 3800 об/мин, крутящий момент: 510 Н·м при 1600 об/мин            |                     |                               |
| Chrysler 300C | Chrysler 300 (2004) | 2004—2010                     |
| Jeep Commander | XH                  | 2006—2010                     |
| Jeep Grand Cherokee | WK                  | 2005—2010                     |
| Рабочий объём: 2987 см3, мощность: 165 кВт (224 л. с.) при 3800 об/мин, крутящий момент: 510 (540) Н·м при 1600—2800 об/мин |                     |                               |
| ML 320 CDI ML 350 CDI | W 164               | 2005—2009 2009                |
| GL 320 CDI GL 350 CDI BlueEFFICIENCY                                                                                        | X 164               | 2006—2009 2009—2012           |
| C 320 CDI | W/S 203             | 2005—2007                     |
| C 320 CDI C 350 CDI | W/S 204             | 2007—2009 2009                |
| GLK 320 CDI GLK 350 CDI | X 204               | 2008—2009 2009—2010           |
| CLK 320 CDI | C/A 209             | 2005—2010                     |
| E 320 CDI | W/S 211             | 2005—2009                     |
| CLS 320 CDI CLS 350 CDI | C 219               | 2004—2009 2009—2010           |
| R 320 CDI R 350 CDI | W/V 251             | 2006—2009 2009—2010           |
| G 320 CDI G 350 CDI | W 463               | 2006—2009 2009—2010           |
| Viano 3.0 CDI/Vito 122 CDI                                                                                                  | W/V 639             | с 2010                        |
| Рабочий объём: 2987 см3, мощность: 170 кВт (231 л. с.) при 3800 об/мин, крутящий момент: 540 Н·м при 1600—2400 об/мин       |                     |                               |
| ML 350 CDI | W 164               | 2010—2011                     |
| C 350 CDI BlueEFFICIENCY C 300 CDI 4MATIC C 300 CDI 4MATIC BlueEFFICIENCY                                                   | W/S 204             | 2009—2011 2013—2014 2011—2013 |
| GLK 350 CDI | X 204               | 2010—2012                     |
| E 350 CDI BlueEFFICIENCY | C/A 207             | 2009—2011                     |
| E 300 CDI BlueEFFICIENCY E 350 CDI BlueEFFICIENCY                                                                           | W/S 212             | 2010—2011 2009—2010           |
| Рабочий объём: 2987 см3, мощность: 173 кВт (235 л. с.) при 3600 об/мин, крутящий момент: 540 Н·м при 1600—2400 об/мин       |                     |                               |
| S 320 CDI S 320 CDI BlueEFFICIENCY S 350 CDI BlueEFFICIENCY                                                                 | W/V 221             | 2006—2008 2008—2009 2009—2010 |

#### OM642 LS DE30 LA*
| Устанавливался на | Модель  | Годы выпуска        |
| --- | ------- | ------------------- |
| Рабочий объём: 2987 см3, мощность: 170 кВт (231 л. с.) при 3800 об/мин, крутящий момент: 540 Н·м при 1600—2400 об/мин |         |                     |
| E 300 CDI BlueEFFICIENCY                                                                                              | W/S 212 | 2011—2013           |
| E 300 BlueTEC | W/S 212 | с 2013              |
| Рабочий объём: 2987 см3, мощность: 180 кВт (245 л. с.) при 3600 об/мин, крутящий момент: 600 Н·м при 1600—2400 об/мин |         |                     |
| G 350 d | W 463   | с 2015              |
| Рабочий объём: 2987 см3, мощность: 185 кВт (252 л. с.) при 3600 об/мин, крутящий момент: 620 Н·м при 1600—2400 об/мин |         |                     |
| E 350 BlueTEC | C/A 207 | 2013—2014           |
| E 350 BlueTEC | W/S 212 | 2013—2014           |
| CLS 350 BlueTEC | C 218   | 2013—2014           |
| CLS 350 BlueTEC 4MATIC                                                                                                | C/X 218 | с 2014              |
| Рабочий объём: 2987 см3, мощность: 190 кВт (258 л. с.) при 3600 об/мин, крутящий момент: 620 Н·м при 1600—2400 об/мин |         |                     |
| ML 350 BlueTEC | W 166   | с 2011              |
| GL 350 BlueTEC | X 166   | с 2012              |
| E 350 BlueTEC | C/A 207 | с 2014              |
| E 350 BlueTEC | W/S 212 | с 2014              |
| CLS 350 BlueTEC | C/X 218 | с 2014              |
| S 350 BlueTEC | W/V 221 | 2010—2013           |
| S 350 BlueTEC | W/V 222 | с 2013              |
| GLE 350 d Coupé | C 292   | с 2015              |
| Рабочий объём: 2987 см3, мощность: 195 кВт (265 л. с.) при 3800 об/мин, крутящий момент: 620 Н·м при 1600—2400 об/мин |         |                     |
| GL 350 CDI BlueEFFICIENCY                                                                                             | X 164   | 2010—2012           |
| C 350 CDI C 350 CDI BlueEFFICIENCY                                                                                    | W/S 204 | 2013—2014 2011—2013 |
| GLK 350 CDI GLK 350 CDI BlueEFFICIENCY                                                                                | X 204   | с 2013 2012—2013    |
| E 350 CDI BlueEFFICIENCY                                                                                              | C/A 207 | 2011—2013           |
| E 350 CDI BlueEFFICIENCY                                                                                              | W/S 212 | 2010—2013           |
| CLS 350 CDI CLS 350 CDI BlueEFFICIENCY                                                                                | C/X 218 | 2013—2014 2011—2013 |
| R 350 CDI | W/V 251 | 2010—2012           |